# 822
Раннє Середньовіччя •  Епоха вікінгів •  Золота доба ісламу •  Реконкіста.

## Геополітична ситуація
У Східній Римській імперії триває правління Михаїла II Травла. У Франкському королівстві триває правління Людовика Благочестивого. Північ Італії належить Каролінзькій імперії, Рим і Равенна під управлінням Папи Римського, герцогства на південь від Римської області незалежні, деякі області на півночі та на півдні належать Візантії. Піренейський півострів, окрім Королівства Астурія, займає Кордовський емірат. В Англії триває період гептархії. Існують слов'янські держави: Перше Болгарське царство та Велика Моравія.
Аббасидський халіфат очолює аль-Мамун. У Китаї править династія Тан. Велика частина Індії під контролем імперії Пала. У Японії триває період Хей'ан. Хозарський каганат підпорядкував собі кочові народи на великій степовій території між Азовським морем та Аралом. Територію на північ від Китаю займає Уйгурський каганат.
На території лісостепової України в IX столітті літописці згадують слов'янські племена білих хорватів, бужан, волинян, деревлян, дулібів, полян, сіверян, тиверців, уличів. У Північному Причорномор'ї співіснують різні кочові племена, зокрема булгари, хозари, алани, тюрки, угри, кримські готи. Херсонес Таврійський належить Візантії.

## Події
- Кордовський емірат очолив Абдаррахман II. Він дав відсіч походу франків проти емірату й сам цього ж року напав на Барселону та Уржель.
- Триває повстання Фоми Слов'янина проти візантійського василевса Михаїла II Травла.
- Франки придушили повстання хорватів, яке очолював Людевіт Посавський. Після цього правителі Карантанії призначалися з баварів.
- Правитель Хорасану Тахір не згадав халіфа аль-Мамуна під час п'ятничної молитви. Тієї ж ночі його вбили. Замість нього халіф призначив його сина, що й започаткувало династію Тахіридів.
- У франкських хроніках під цим роком вперше згадується Велика Моравія[1].
- Вікінги напали на Корк.
- Рабан Мавр став абатом Фульдського монастиря.

## Померли
- 26 червня — Сайтьо, визначний японський монах, засновник буддистської школи Тендай-сю в Японії.

## Виноски
1. ↑  Stanislav J. Kirschbaum Slovaques et Tchèques: essai sur un nouvel aperçu de leur histoire politique. L'AGE D'HOMME, 1988 (ISBN 978-2-8251-2146-7)